# 大阪わらじの会
大阪わらじの会（おおさかわらじのかい）は、1963年創立の社会人山岳会。

## 概要
沢登り時に使用する「わらじ」が会名に付く、沢登りを主たる活動としている社会人山岳会である。1963年に中庄谷直が設立した。
会設立時から台高山脈の地域研究を開始し、14年後に『台高山脈の谷』上・下を完成させた。

## 出版物
- 『台高山脈の谷』上 1976年[1]
- 『台高山脈の谷』下 1977年[2]
- 『大峰山脈の谷』1979年[3]
- 会報『溯行』
- 『日本登山大系』10巻（関西・中国・四国・九州の山）の、台高山脈の谷と大滝、大峰山脈の谷、南紀の谷、白山の谷、奥美濃の項[4]。

## 歴代代表
- 1963-1976年 中庄谷直
- 1976-1985年　川崎実
- 1987- 　吉岡章

## 会員
- 中庄谷直（なかしょうやただし）　同会初代代表。『関西周辺の谷』（白山書房）[5]など多数の著書がある。
- 川崎実（かわさきみのる）同会2代目代表。2010年に大峰山脈白川又川で永眠。没後『秘瀑』（山と溪谷社）[6]が出版される。
- 吉岡章（よしおかあきら）　『関西起点沢登りルート100』（山と溪谷社）[7]など著作多数。
- 茂木完治（もてぎかんじ）1973-　同会に所属。『沢登り読本』[8]の著作がある。
- 樋上嘉秀（ひがみよしひで）1989-1998年に同会に所属。『台高の沢』[9]『大峰の沢』[10]『南紀の沢』[11]の著作がある。
- 岩崎慶訓（いわさきよしのり）『日本の登山家が愛したルート50』東京新聞出版局で鈴鹿山脈の滝洞谷を紹介している[12]。